# Сиднейский аквариум
Сиднейский аквариум — крупный аквариум, открытый для публичного доступа и расположенный в городе Сиднее (Новый Южный Уэльс, Австралия). Расположен на восточной стороне гавани Дарлинг к северу от Пирмонтского моста.
В аквариуме содержатся разнообразные представители австралийской флоры и фауны, насчитывающие более 700 видов, более 6000 особей рыб и морских животных, для которых вода является основной средой обитания. Основными экспозициями аквариума являются серия подводных туннелей, где акулы плавают над посетителями и видны через акриловое стекло, и большой коралловый риф.
Аквариум был открыт в Сиднее в 1988 году к торжествам 200-летия Австралии и является одним из крупнейших аквариумов мира. Он считается одной из туристических достопримечательностей, и более 55 процентов его посетителей — из-за рубежа.